# Универзитет Бриџ
Универзитет Бриџ (енгл. The Bidge University) је привана високошколска установа са седиштем у Џуби, главном граду вилајета централна Екваторија у Јужном Судану. Један је од пет приватних универзитета Јужног Судана. Ректор је Јоса Вава, а основан је 2009. године. Има око 300 студената и 30 запослених.

## Факултети
Универзитет Бриџ састоји се од следећих факултета:
- Факултет хуманих и друштвених наука
- Факултет менаџмента и администрације
- Факултет науке и технологије
  - Департмани
- Учитељски департман
- Банкарски департман
- Правни департман
- Језички департман
- Медицински департман
  - Институти
- Институт друштвених истраживања
- Институт за конфликтне ситуације и очување мира